# Jobi McAnuff
Jobi McAnuff (Edmonton, Enfield, Gran Londres, 9 de noviembre de 1981) es un exfutbolista jamaicano que jugaba de centrocampista y se retiró al término de la temporada 2020-21.

## Selección nacional
Fue internacional con la selección de fútbol de Jamaica en 32 partidos internacionales.

## Clubes
| Club                  | País       | Año       |
| --------------------- | ---------- | --------- |
| Wimbledon F. C.       | Inglaterra | 2000-2004 |
| West Ham United F. C. | Inglaterra | 2004      |
| Cardiff City F. C.    | Gales      | 2004-2005 |
| Crystal Palace F. C.  | Inglaterra | 2005-2007 |
| Watford F. C.         | Inglaterra | 2007-2009 |
| Reading F. C.         | Inglaterra | 2009-2014 |
| Leyton Orient F. C.   | Inglaterra | 2014-2016 |
| Stevenage F. C.       | Inglaterra | 2016-2017 |
| Leyton Orient F. C.   | Inglaterra | 2017-2021 |

## Palmarés

### Títulos nacionales
| Título                       | Club          | País       | Año  |
| ---------------------------- | ------------- | ---------- | ---- |
| Football League Championship | Reading F. C. | Inglaterra | 2012 |